# Здається квартира з дитиною
«Здається квартира з дитиною» (рос. «Сдаётся квартира с ребёнком») — радянський художній фільм 1978 року, комедія, знята на кіностудії «Мосфільм».

## Сюжет
Батьки тринадцятирічного Андрія поїхали в піврічне закордонне відрядження і здали квартиру (безкоштовно) музробітниці дитсадка Ніні Корабльовій, щоб вона доглядала за хлопцем. Спочатку Андрій намагався всіма способами позбутися від дівчини, але згодом вони подружилися. Одного разу Андрій грубо втрутився в її особисте життя — і пошкодував про те, що трапилося…

## У ролях
| Актор               | Роль              |
| ------------------- | ----------------- |
| Олександр Копов     | Андрій            |
| Олена Фетисенко     | Ніна              |
| Віталій Соломін     | хлопець з трубою  |
| Людмила Дьяконова   | Наташа            |
| Юрій Мартинов       | Дільничний        |
| Павло Винник        | епізод            |
| Алла Мещерякова     | Степанова         |
| Микола Парфьонов    | сусід знизу       |
| Олександра Данилова | епізод            |
| Віктор Маркін       | вчитель           |
| Михайло Кожекін     | епізод            |
| Елла Некрасова      | вчителька хімії   |
| Олександр Январьов  | фізрук            |
| Валентин Брилєєв    | епізод            |
| В'ячеслав Чистяков  | диригент (епізод) |

## Знімальна група
- Автор сценарію:  Едуард Акопов
- Режисер-постановник:  Віктор Крючков
- Оператор: Олександр Рябов
- Художник: Елеонора Немечек, Борис Немечек
- Художник по костюму:  Валентин Перельотов
- Композитор: Анатолій Биканов